# Mülheim-Kärlich
Mülheim-Kärlich település Németországban, Rajna-vidék-Pfalz tartományban. Lakosainak száma 11 321 fő (2023. december 31.).

## Népesség
A település népességének változása:
| Lakosok száma | 9961 | 11 164 | 11 177 | 11 248 | 11 312 | 11 321 |
|               | 1975 | 2017   | 2019   | 2021   | 2022   | 2023   |